# Grup de la calcita
El grup de la calcita és un grup de minerals format per vuit espècies de minerals carbonats i nitrats, de cations relativament petits, entre els quals trobem liti (Li), sodi (Na), magnesi (Mg), calci (Ca), ferro (Fe2+), zinc (Zn), cobalt (Co2+) i cadmi (Cd). Rep el seu nom de la principal espècie del grup: la calcita.
L'estructura de la calcita i de les seves espècies relacionades és iònica i s'assembla a la del clorur de sodi (NaCl), on el lloc dels ions esfèrics de Cl són presos per grups de (CO₃)2- o (NO₃)1- plans. Aquests grups estan disposats en posició paral·lela al cristall amb els eixos de simetria triples orientats al llarg de [0001]. Aquesta disposició condueix a la forta birefringència dels minerals d'aquest grup.

## Membres del grup
El grup de la calcita està integrat per les següents vuit espècies:
| Espècie         | Fórmula |
| --------------- | ------- |
| Calcita         | CaCO₃   |
| Esferocobaltita | CoCO₃   |
| Gaspeïta        | NiCO₃   |
| Magnesita       | MgCO₃   |

| Espècie     | Fórmula |
| ----------- | ------- |
| Otavita     | CdCO₃   |
| Rodocrosita | MnCO₃   |
| Siderita    | FeCO₃   |
| Smithsonita | ZnCO₃   |

## Jaciments
Als territoris de parla catalana s'hi poden trobar alguns dels minerals d'aquest grup:
| Mineral                   | Indret |
| ------------------------- | --- |
| Calcita i siderita        | - Es troben àmpliament distribuïdes per tot el territori. |
| Gaspeïta                  | - Mina Eugenia (Bellmunt del Priorat, Tarragona) |
| Magnesita                 | - Pedrera Berta (El Papiol, Baix Llobregat) - La Vajol (Alt Empordà) - Mines del Puig de Sant Julià (Sant Julià del Llor i Bonmatí) - Sierra de la Murada (Orihuela, Alacant) - Mina Giobertite (Serra de Montner, Arles-sur-Tech) |
| Rodocrosita               | - Pedrera Berta (El Papiol, Baix Llobregat) - Mina Serrana (El Molar, Priorat) - Altiplà d'Ambulla (Corneilla-de-Conflent, Pirineus Orientals)                                                                                     |
| Esferocobaltita i otavita | - No se n'ha trobat. |

| Mineral     | Indret |
| ----------- | --- |
| Smithsonita | Província de Barcelona: - Pontons, a l'Alt Penedès - Pedrera de Rialls (Tordera, Maresme) - Pedrera Berta (El Papiol, Baix Llobregat) Província de Castelló: - Mina Encarnación (Cedraman, El Castell de Vilamalefa) Província de Girona: - Mines de Rocabruna (Camprodon, Ripollès) - Mina Roca del Turó (Espinavell, Ripollès) Província de Lleida: - Mina Solitaria (Arres, Vall d'Aran) - Mines de Liat (Vielha e Mijaran, Vall d'Aran) Província de Tarragona: - Mines Mas de Gallofré (L'Albiol, Baix Camp) - Mina Linda Mariquita (El Molar, Priorat) - Mina Bessó (Ulldemolins, Priorat) Catalunya Nord: - Baillestavy (Pirineus Orientals) - Mas Vicenç (Fontcouverte, Caixas) - Can Pei (Montferrer) - Correc d'en Llinassos (Oms) - Mines de Costabona (Prats de Molló-la Presta) - Puig Cabrera (Prats-de-Molló) |

## Galeria d'imatges

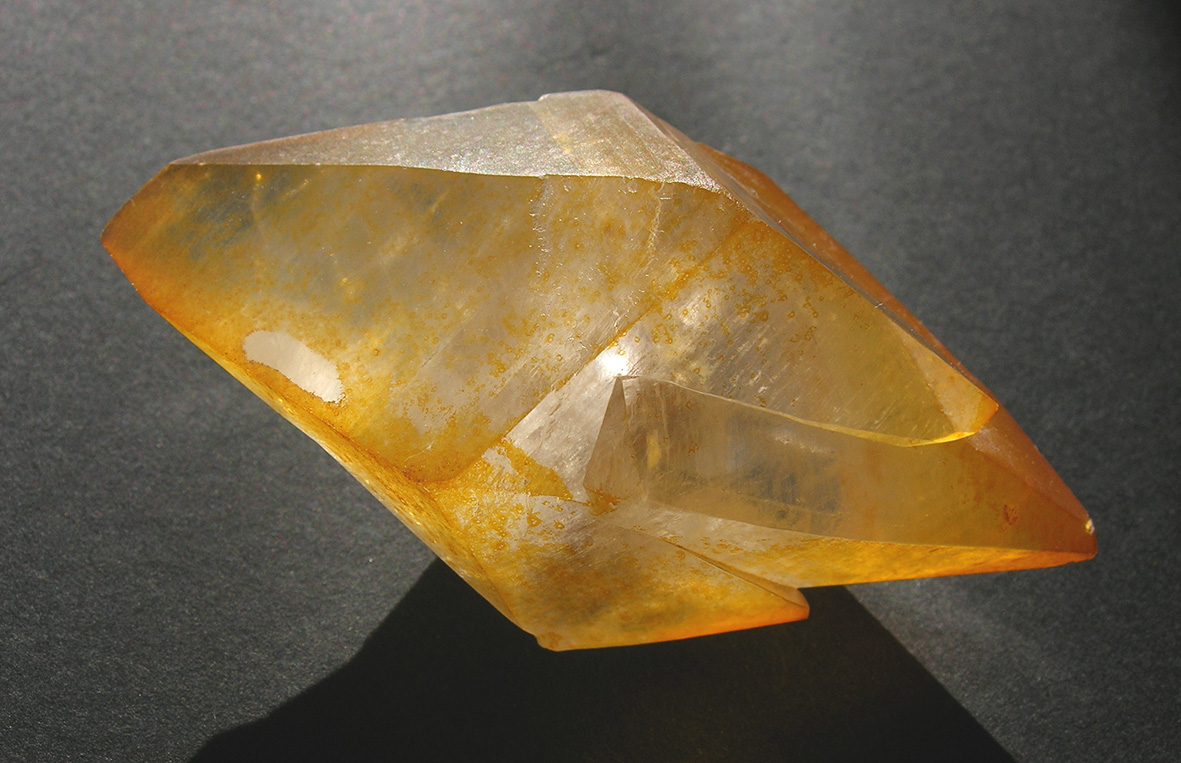
Calcita
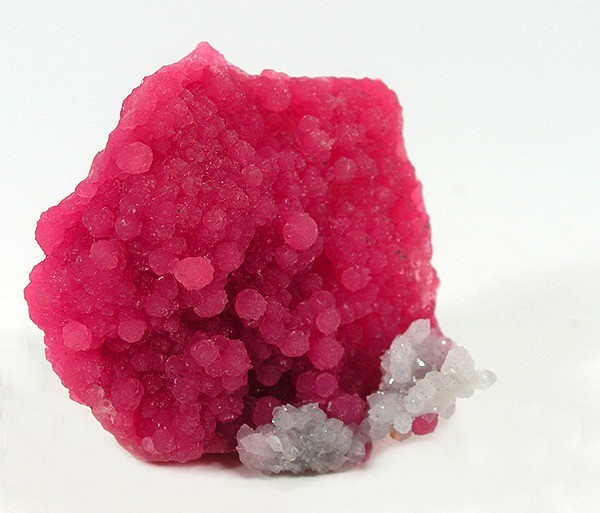
Esferocobaltita
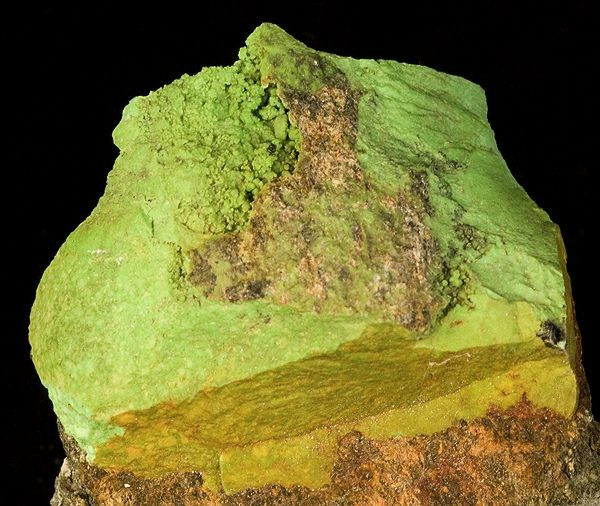
Gaspeïta
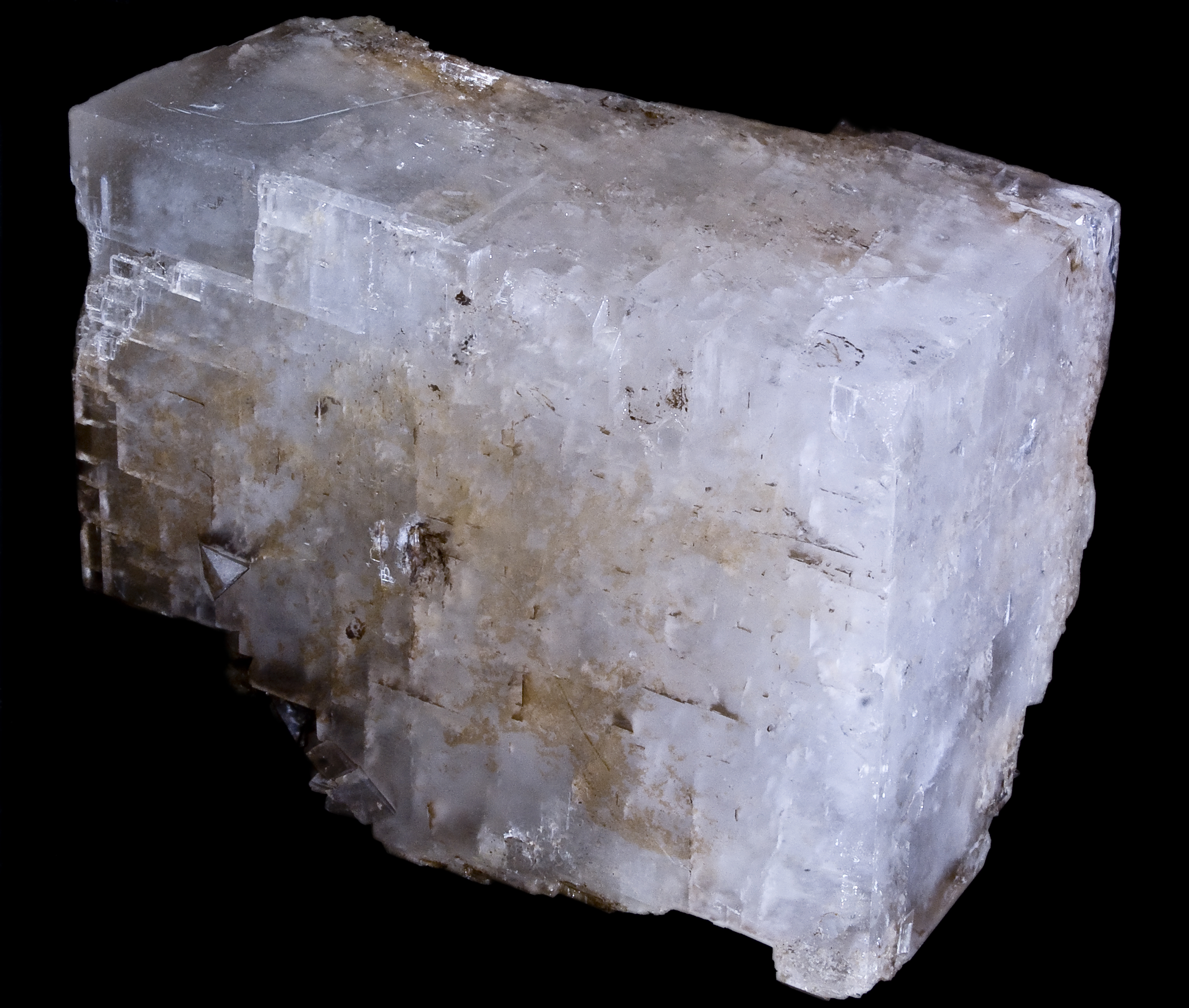
Magnesita
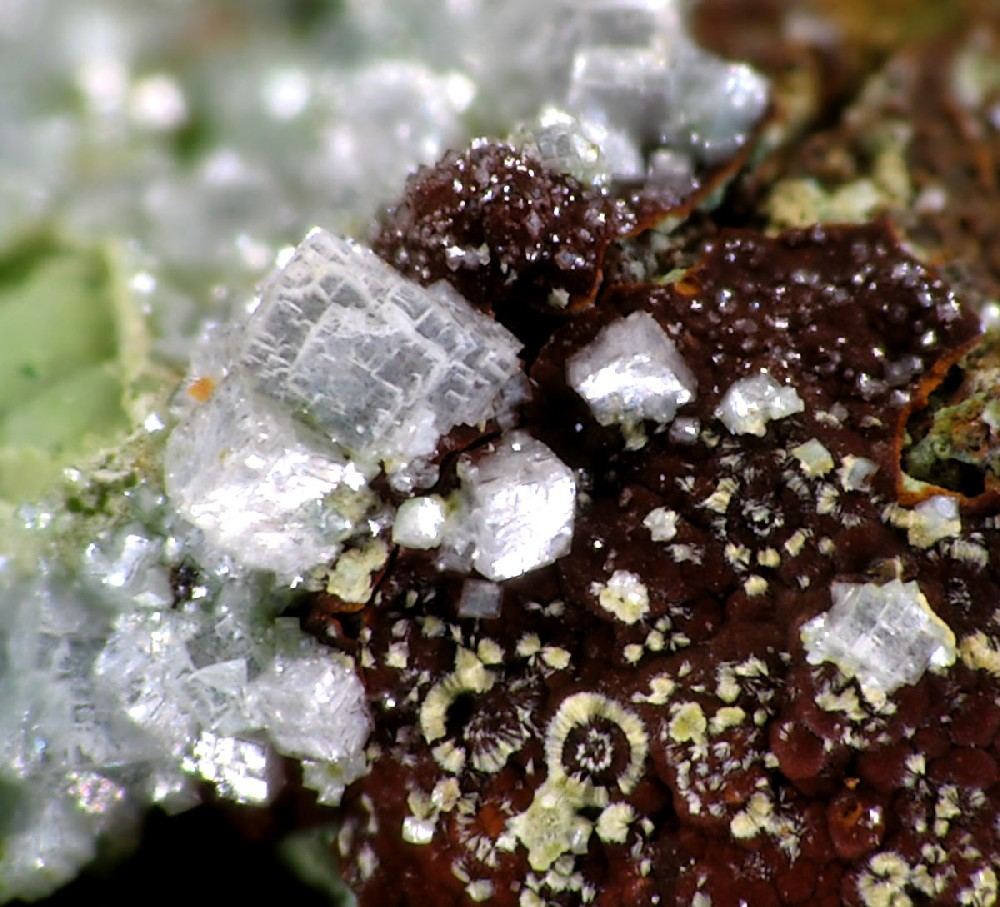
Otavita
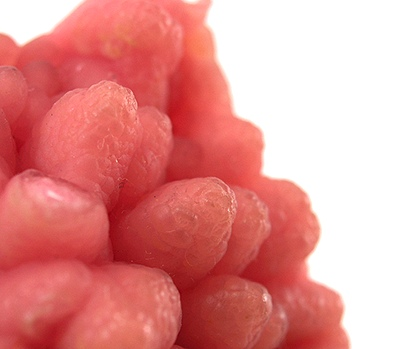
Rodocrosita
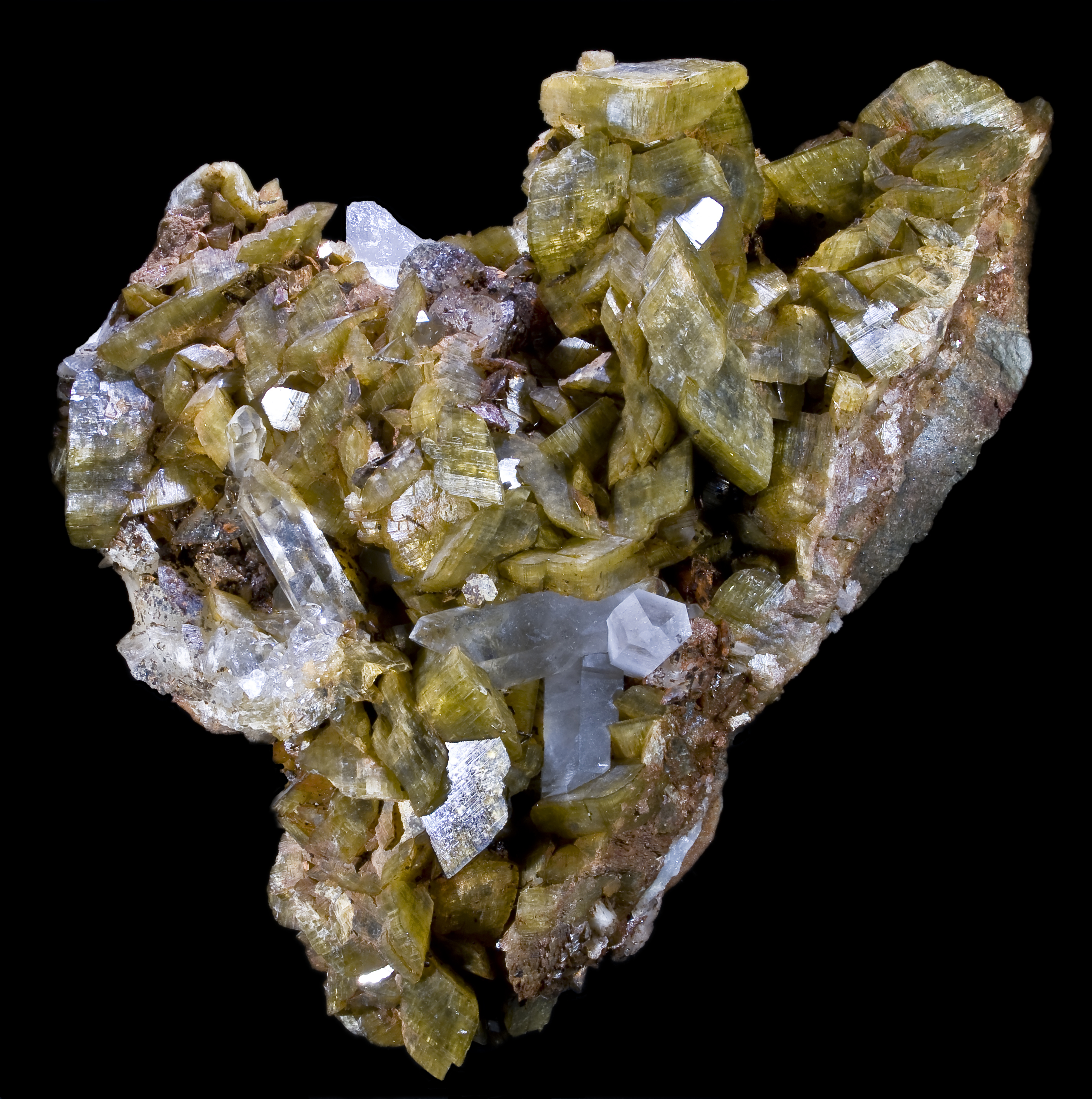
Siderita
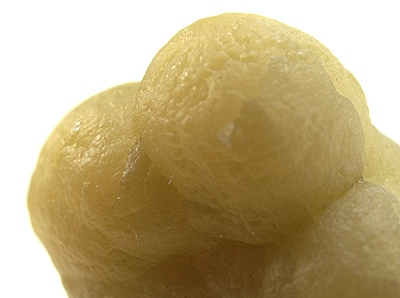
Smithsonita